# ضدپروتستانیسم
ضد پروتستانیسم (انگلیسی: Anti-Protestantism) نوعی تعصب، نفرت یا بی‌اعتمادی نسبت به برخی یا همه شاخه‌های پروتستانتیسم و پیروان آن است.
ضد پروتستانتیسم پیش از خود اصلاح پروتستان، علیه گروه‌های پیش از پروتستان مانند والدسین هاو … در اروپا کاتولیک وجود داشته و غیر کاتولیک‌ها مورد آزار و اذیت قرار می‌گرفته‌اند. پروتستان در سراسر اروپا تحمل نمی‌شد تا آنکه در قالب صلح آگسبورگ ۱۵۵۵ لوتر آیین خود را به عنوان جایگزینی برای کاتولیک رومی به عنوان یک آیین مذهبی در کشورهای مختلف موجود در امپراطوری روم مقدس کشور آلمان مورد تأیید قرار داد. کالوینیسم تا صلح وستفالن از سال ۱۶۴۸ به رسمیت شناخته نشد. سایر کشورها، مانند فرانسه، در مراحل اولیه اصلاحات، موافقت نامه‌های مشابهی را به اجرا درآوردند. لهستان و لیتوانی سابقه طولانی تحمل دینی داشتند. با این حال، پس از جنگ سی ساله در آلمان، آزار و اذیت هوگواتها و جنگهای مذهبی فرانسه در فرانسه، تغییر قدرت در میان رهبران پروتستان و کاتولیک پس از مرگ هنری هشتم انگلستان در انگلستان و راه اندازی مبارزه با اصلاحات در ایتالیا، اسپانیا، هاسبورگ اتریش و لهستان-لیتوانی. به عنوان بخشی از اصلاحات رادیکال به وجود آمد،